# Bersagliere (destroyer, 1938)
Pour les articles homonymes, voir Bersagliere (destroyer).
Le Bersagliere (fanion « BG ») était un destroyer italien de la classe Soldati lancé en 1938 pour la Marine royale italienne (en italien : Regia Marina). 

## Conception et description
Les destroyers de la classe Soldati étaient des versions légèrement améliorées de la classe précédente Oriani. Ils avaient une longueur entre perpendiculaires de 101,6 mètres et une longueur hors tout de 106,7 mètres. Les navires avaient une largeur de 10,15 mètres  et un tirant d'eau moyen de 3,15 mètres et de 4,3 mètres à pleine charge. Les Soldatis déplaçaient 1 830-1 850 tonnes métriques à charge normale, et 2 450-2 550 tonnes métriques à pleine charge. Leur effectif en temps de guerre était de 206 officiers et hommes de troupe.
Le Bersagliere était propulsé par deux turbines à vapeur à engrenages Belluzzo/Parsons, chacune entraînant un arbre d'hélice à l'aide de la vapeur fournie par trois chaudières Yarrow. Conçus pour une puissance maximale de 48 000 chevaux-vapeur (36 000 kW) et une vitesse de 34-35 nœuds (63-65 km/h) en service, les navires de la classe Soldati ont atteint des vitesses de 39-40 nœuds (72-74 km/h) pendant leurs essais en mer alors qu'ils étaient légèrement chargés. Ils transportaient suffisamment de fuel pour avoir une autonomie de 2 340 milles nautiques (4 330 km) à une vitesse de 14 nœuds (26 km/h) et de 682 milles nautiques (1 263 km) à une vitesse de 34 nœuds (63 km/h).
La batterie principale du Bersagliere était composée de quatre canons de 120 millimètres de calibre 50 dans deux tourelles jumelées, une à l'avant et une à l'arrière de la superstructure. Sur une plate-forme au milieu du navire se trouvait un canon à obus en étoile de 120 millimètres de 15 calibres. La défense antiaérienne des Soldatis était assurée par huit canons Breda modèle 1935 de 20 millimètres. Les navires étaient équipés de six tubes lance-torpilles de 533 millimètres dans deux supports triples au milieu du navire. Bien qu'ils ne soient pas dotés d'un système de sonar pour la lutte anti-sous-marine, ils sont équipés d'une paire de lanceurs de grenades sous-marines. Les navires pouvaient transporter 48 mines.

## Construction et mise en service
Le Bersagliere est construit par le chantier naval Cantiere navale di Palermo de Palerme en Italie, et mis sur cale le 21 avril 1937. Il est lancé le 3 juillet 1938 et est achevé et mis en service le 1er avril 1939. Il est commissionné le même jour dans la Regia Marina.

## Histoire du service
Au début de la Seconde Guerre mondiale, le Bersagliere fait partie du XIIIe Escadron de destroyers, qui a été formé avec les navires-jumeaux (sister ships) Granatiere, Fuciliere ed Alpino.
Le 7 juillet 1940, à 12h35, il quitte Palerme avec les unités de section et la VIIe division de croiseurs (Eugenio di Savoia, Duca d’Aosta, Attendolo et Montecuccoli), rejoignant ensuite le reste de la IIe escadre navale (le croiseur lourd Pola, les Ire, IIe et IIIe division de croiseurs pour un total de 7 unités et les IXe, Xe, XIe et XIIe escadron de destroyers) qui, après avoir agi comme force de soutien à une opération de convoi vers la Libye, rejoignirent le Ier escadron et participent à la bataille de Punta Stilo du 9 juillet. Cependant, la VIIe division (et avec elle le XIIIe escadron) rejoint le reste de la formation italienne tardivement, alors que la bataille est déjà en cours, n'ayant ainsi qu'un rôle marginal dans la bataille,.
Entre le 30 juillet et le 1er août, il assure l'escorte indirecte - avec les Ascari, Granatiere et Fuciliere - des croiseurs Pola, Zara, Fiume, Gorizia, Trento, Da Barbiano, Alberto di Giussano, Eugenio di Savoia, Duca degli Abruzzi, Attendolo, Montecuccoli et les IXe, XIIe et XVe escadron de destroyers pour un total de 11 unités - à deux convois pour la Libye, qui voient en mer un total de 10 marchands, 4 destroyers et 12 torpilleurs.
Le 27 novembre vers midi, il quitte Naples avec les cuirassés Giulio Cesare et Vittorio Veneto, le reste du XIIIe Escadron et du VIIe Escadron de destroyers (Freccia, Dardo, Saetta) et prend part à la bataille peu concluante de Capo Teulada,.
Le 8 février 1941, il appareille de La Spezia avec les autres unités du XIIIe Escadron, du Xe Escadron (Maestrale, Grecale, Libeccio, Scirocco) et les cuirassés Vittorio Veneto, Cesare et Doria pour intercepter la formation britannique dirigée vers Gênes pour bombarder cette ville. Le lendemain, l'escadron italien rejoint la IIIe division de croiseurs (Trento, Trieste, Bolzano) qui a quitté Messine avec les destroyers Carabiniere et Corazziere, mais ne peut ni empêcher le bombardement, ni détecter les navires britanniques,.
Le matin du 27 mars, il remplace, avec le reste du XIIIe Escadron, la Xee Escadron (Maestrale, Grecale, Libeccio, Scirocco) dans l'escorte du cuirassé Vittorio Veneto, qui avec plusieurs autres unités - les Ire division de croiseurs (Zara, Pola, Fiume), IIIe division de croiseurs (Trento, Trieste, Bolzano) et VIIIe division de croiseurs (Garibaldi et Duca degli Abruzzi), les IXe Escadron de destroyers (Alfieri, Oriani, Gioberti, Carducci), XVIe Escadron de destroyers (Da Recco, Pessagno), XIIe Escadron de destroyers (Corazziere, Carabiniere, Ascari) - destinés à participer à l'opération " Gaudo ", qui débouche ensuite sur la désastreuse bataille du Cap Matapan, conclue par la perte de toute la Ire division et des destroyers Alfieri et Carducci. Au cours de cette bataille, les navires de la XIIIe Escadre ont escorté le Vittorio Veneto, endommagé par un bombardier-torpilleur, en le défendant avec leurs propres tirs anti-aériens.
Le 11 mai, il fait de nouveau partie de l'escorte indirecte, avec les croiseurs légers Bande Nere, Cadorna, Duca degli Abruzzi et Garibaldi et les destroyers Alpino, Fuciliere, Scirocco, Maestrale, Da Recco, Pancaldo, Pessagno et Usodimare, à un convoi formé par les navires marchands Preussen, Wachtfels, Ernesto, Tembien, Giulia et Col di Lana et qui utilise l'escorte directe des destroyers Dardo, Aviere, Geniere, Grecale et Camicia Nera. Partis de Naples, les navires atteignent Tripoli le 14.
Du 19 au 21 mai, il sert d'escorte indirecte, avec les croiseurs Duca degli Abruzzi et Garibaldi et les destroyers Granatiere et Alpino, à un convoi vers Tripoli (les navires marchands Preussen, Sparta, Capo Orso, Castelverde et Motia, les pétroliers Panuco et Superga, les destroyers Euro, Folgore, Fulmine, Strale et Turbine). Le convoi arrive à destination sans pertes, malgré des attaques sous-marines.
Le 3 juin, il appareille de Palerme pour faire partie, avec Granatiere, Fuciliere et Alpino et les croiseurs Duca degli Abruzzi et Garibaldi, de l'escorte indirecte du convoi "Aquitania" (navires marchands Aquitania, Caffaro, Nirvo, Montello, Beatrice Costa et pétrolier Pozarica, en route Naples-Tripoli avec l'escorte des destroyers Dardo, Aviere, Geniere et Camicia Nera et du torpilleur Missori). Le 4 juin, alors que les navires se trouvent à une vingtaine de milles nautiques (37 km) des îles Kerkennah, ils sont attaqués par des avions qui touchent le Montello, qui explose sans laisser de survivants, et le Beatrice Costa qui, irrémédiablement endommagé, doit être abandonné et coulé par la Camicia Nera,.
Le 28 juillet, il sort en mer avec le Granatiere et la VIIIe division de croiseurs (Garibaldi et Montecuccoli) pour protéger les huit convois naviguant entre l'Italie et la Libye; le sous-marin britannique HMS Upholder (P37) torpille le Garibaldi, lui causant de sérieux dommages.
Le 24 septembre 1941, avec le Granatiere, le Fuciliere et un autre destroyer attaché au XIIIe Escadron, le Gioberti) quitte Naples avec les cuirassés Vittorio Veneto et Littorio et les destroyers du XIVe Escadron (Folgore, da Recco, Pessagno) pour intercepter un convoi britannique, mais échoue.
Le 8 octobre, à 22h20, il appareille de Naples pour escorter en Libye, avec les Granatiere, Fuciliere et Alpino (on ajoute ensuite le vieux torpilleur Cascino venant de Trapani), le convoi "Giulia", composé du pétrolier Proserpina et des transports Giulia, Bainsizza, Nirvo, Zena et Casaregis. Le Bainsizza et le Nirvo, pris par des pannes, ont dû cependant réparer à Trapani tandis que le 12 octobre. A 22h25, des bombardiers-torpilleurs britanniques du 830th Squadron attaquent le convoi et coulent le Zena et le Casaregis (respectivement à la position géographique de 34° 52′ N, 12° 22′ E et de 34° 10′ N, 12° 38′ E). Le convoi "Giulia" est le premier convoi à être victime des décryptages opérés par l'organisation organizzazione Ultra.
Dans la matinée du 8 novembre 1941, le Bersagliere appareille de Messine avec la IIIe Division (Trento et Trieste) et avec les unités Granatiere, Fuciliere et Alpino pour servir d'escorte indirecte au convoi "Duisburg". Ce convoi, formé par les transports Duisburg, San Marco, Sagitta, Maria, Rina Corrado, Conte di Misurata et Minatitlan (avec à bord 34 473 tonnes de fournitures, 389 véhicules, 243 hommes) se dirige vers Tripoli avec l'escorte des destroyers Maestrale, Grecale, Libeccio, Fulmine, Euro et Alfredo Oriani,. Dans la nuit suivante, le convoi est attaqué et détruit par la "Force K" britannique (croiseurs légers HMS Penelope (97) et HMS Aurora (12) et destroyers HMS Lance (G87) et HMS Lively (G40)). Tous les marchands et le Fulmine sont coulés, tandis que le Grecale est sérieusement endommagé. A 00h40 le 9 novembre - dix-sept minutes avant le début du combat - le Bersagliere (qui, avec le reste de l'escorte indirecte, avance à 12 nœuds derrière le convoi, vers l'est, à 4 000 - 5 000 mètres du convoi) est le premier navire italien à apercevoir les unités de la Force K et lance le signal de découverte, qui n'a été reçu par le navire amiral - le Trieste - et par le navire de tête - le Maestrale - que lorsque la bataille est déjà en cours. Après l'observation, le destroyer italien a ouvert le feu avec ses canons Ansaldo 120/50 entre 01 h 01 et 01 h 05 du matin, contre le navire britannique le plus proche, un croiseur, et le frappant plusieurs fois sur le pont avec des résultats médiocres alors qu'il continuait à s'en approcher. Aperçu et pris pour un autre des destroyers de l'escorte directe, il est visé par quelques tirs des canons secondaires de 102 mm du HMS Penelope. Sans se soucier des tirs qui l'ont frôlé, il poursuit son action jusqu'à ce que, à moins de 4 000 mètres de la coque ennemie, il reçoit l'ordre du commandement de la division d'arrêter l'attaque et de faire demi-tour. Il décide alors de se retirer vers l'est. Lorsque la bataille est terminée et le convoi détruit, le Bersagliere n'a plus qu'à participer, avec les Maestrale, Oriani, Euro, Alpino et Fuciliere, au sauvetage des 704 survivants.
Le 21 novembre 1941, il sort en mer pour escorter vers Messine, avec le croiseur léger Garibaldi, le croiseur lourd Trieste, torpillé et sérieusement endommagé par le sous-marin HMS Utmost (N19) lors d'une mission d'escorte indirecte de deux convois pour la Libye.
A 17h40 du 13 décembre, il appareille de Tarente avec les cuirassés Littorio et Vittorio Veneto, trois destroyers d'escortes et les torpilleurs Centauro et Clio (formation ensuite renforcée par les destroyers Vivaldi, Malocello, Da Recco, da Noli et Zeno) pour servir de force de couverture à l'opération "M 41" (trois convois vers la Libye composés de 6 navires marchands, 5 destroyers et un torpilleur), qui est cependant ravagée par des attaques de sous-marins, qui coulent deux transports (le Fabio Filzi et le Carlo del Greco) et endommagent sérieusement le cuirassé Vittorio Veneto.
Le 16 décembre, il faisait partie, avec les cuirassés Andrea Doria, Giulio Cesare e Littorio, des croiseurs lourds Trento et Gorizia et des destroyers Granatiere, Maestrale, Fuciliere, Alpino, Corazziere, Carabiniere, Oriani, Gioberti et Usodimare, de la force de soutien à l'opération de convoyage pour la Libye "M 42" (deux convois composés au total par les navires marchands Monginevro, Napoli, Ankara et Vettor Pisani escortés par les destroyers Saetta, Da Recco, Vivaldi, Da Noli, Malocello, Pessagno et Zeno, tous deux partis de Tarente et dirigés vers Benghazi - le Ankara et le Saetta - et Tripoli - les autres unités) ; les navires arrivent sains et saufs à destination le 18, tandis que le groupe de soutien prend part à une bataille peu concluante avec une formation britannique qui prend le nom de première bataille de Syrte, dans laquelle le Bersagliere, avec les autres destroyers des XIIe et XIIIe escadron, est le protagoniste d'un échange de tirs avec le destroyer de Sa Majesté Britannique vers la fin de la bataille.
Le 3 janvier 1942, à 10 h 15, il appareille de Messine avec les destroyersVivaldi, Da Recco et Usodimare pour escorter vers Tripoli, dans le cadre de l'opération "M 43" (trois convois vers la Libye avec 6 navires marchands, 6 destroyers et 5 torpilleurs), un convoi composé des navires à moteur modernes Nino Bixio, Lerici et Monginevro. Tous les navires marchands arrivent à destination le 5 janvier.
Le 22 janvier, il fait partie - avec les croiseurs Attendolo, Duca degli Abruzzi et Montecuccoli et les destroyers Alpino, Carabiniere et Fuciliere - de la force de soutien rapproché de l'opération "T.18" (convoi formé par le transport de troupes Victoria - parti de Tarente - et par les cargos Ravello, Monviso, Monginevro et Vettor Pisani - partis de Messine -, avec l'escorte des destroyers Vivaldi, Malocello, Da Noli, Aviere, Geniere et Camicia Nera et des torpilleurs Orsa et Castore). Le convoi arrive à Tripoli le 24, subissant toutefois la perte du Victoria, coulé par deux torpillages.
Le 22 mars 1942 à 1 heure du matin, avec le reste de la XIIIe Escadrille de destroyers (Alpino et Fuciliere, à laquelle a été temporairement assigné également le destroyer Lanciere), il quitte Messine avec les croiseurs Trento, Gorizia et Bande Nere. Rejointe par le reste de l'escadron naval italien, la formation participe ensuite à la deuxième bataille de Syrte, dans laquelle le Bersagliere n'a pas eu de rôle pertinent.
Au cours de l'année 1942, il est également soumis à des travaux qui voient l'élimination de la pièce d'éclairage et l'embarquement de mitrailleuses 4 x 20 mm et, plus tard, d'un échogoniomètre.
À partir du 2 juillet de la même année, il est déployé à Navarino avec ses navires-jumeaux Alpino, Corazziere et Mitragliere et avec les croiseurs légers Garibaldi, Duca d'Aosta et Duca degli Abruzzi (qui forment la VIIIe division), et y reste pendant quatre mois. Cette formation devait intervenir au cas où les convois naviguant dans la zone centre-est de la Méditerranée seraient attaqués par des navires partant des bases britanniques du Moyen-Orient, mais cela n'a jamais été nécessaire.
Le 16 août, avec le Mitragliere, il sauve l'équipage du navire à moteur Lerici, torpillé par le sous-marin HMS Porpoise (N14) alors qu'il naviguait en convoi de Brindisi à Benghazi,.
Le 31 octobre, il part avec son navire-jumeau Corazziere et l'ancien Da Recco pour transporter vers Tobrouk une cargaison de 250 tonnes de munitions (réparties entre les trois navires). Naviguant sur la route de la Méditerranée orientale, les trois navires atteignent leur destination le 2 novembre malgré une violente attaque aérienne (qui dure deux heures et demie) menée dans la nuit du 1er au 2 novembre.
A 22 h 15 du 15 novembre, le Bersagliere et le Granatiere quittent Tarente en escortant le grand et moderne pétrolier Giulio Giordani. C'est le dernier pétrolier envoyé en Libye, avec une cargaison vitale de 7 400 tonnes de carburant et 35 tonnes de lubrifiants. À huit heures du soir du 17 novembre, des bombardiers-torpilleurs britanniques, informés par l'organisation Ultra, attaquent le convoi au nord de Misurata. Le Bersagliere et le Granatiere tentent de cacher le gros pétrolier dans les écrans de fumée, mais deux torpilles le frappent et le transforment en un incendie,. Après des tentatives futiles de sauvetage du navire, les deux destroyers n'ont plus qu'à ramasser les naufragés et à retourner à la base.
Le 7 janvier 1943, il était amarré à la jetée sud du port de Palerme lorsque, à partir de 16 h 25, Palerme est attaqué par dix bombardiers de la Ninth Air Force de l'United States Air Force, visant le port, Cinq minutes après le début de l'attaque, le Bersagliere est touché par deux bombes, gîte presque immédiatement à tribord, puis se couche rapidement sur le côté, sombrant dans les eaux du port. Quelques hommes sont coincés à l'intérieur de la coque, enfoncés dans quelques mètres d'eau, mais il n'est pas possible de les sauver: ils ne peuvent que donner un dernier salut de derrière les hublots.
Avec le naufrage du Bersagliere sont perdus en tout 59 membres d'équipage dont le commandant du navire, le capitaine de frégate Anselmo Lazzarini.
Le destroyer avait jusqu'alors effectué 146 missions de guerre, couvrant 53 700 milles nautiques (99 452 km).
En mémoire des victimes du naufrage, la jetée sud est rebaptisée "Molo C.T. Bersagliere".

### Commandement
Commandants
- Capitaine de frégate (capitano di fregata) Gerolamo Indelicato (né le 30 juillet 1894) (1er avril 1939 - 2 avril 1940)
- Capitaine de frégate (capitano di fregata) Candido Bigliardi (né à Poviglio le 14 janvier 1902) (3 avril - 29 décembre 1940)
- Capitaine de frégate (capitano di fregata) Giuseppe De Angioy (né à Sassari le 11 février 1900) (30 décembre 1940 - 20 janvier 1942)
- Capitaine de frégate (capitano di fregata) Anselmo Lazzarin (né à Macerata le 26 avril 1901) (+) (21 janvier 1942 - 7 janvier 1943)